# Иван Карайотов
Иван Димитров Карайотов в български историк, филолог и археолог и един от най-видните изследователи на Бургаския регион.

## Биография
Иван Карайотов е роден е на 20 декември 1941 г. в село Лозен, Хасковска област. Завършва гимназия в Бургас. От 1963 до 1965 г. следва пет семестъра теология в Духовната академия „Св. Климент Охридски“. През 1971 г. завършва Софийския държавен университет със специалност Класическа филология, след което две години работи като археолог в Градския музей в Сандански. От април 1972 г. е завеждащ отдел „Археология“ в Областния исторически музей в Бургас. През 1974 г. Карайотов е избран за научен сътрудник по антична археология. В 1985 г. той защитава кандидатска дисертация, а шест години по-късно и докторска. И двата му доктората са посветени на месамбрийското монетосечене. От 1996 г. Карайотов е старши научен сътрудник II степен, а от 2003 ст.н. с. I степен в Регионален Бургаски музей.
От декември 2005 г. Иван Карайотов е професор по антична археология в Шуменския университет „Епископ Константин Преславски“ и преподавател по класическа археология и други археологически дисциплини. През 2001 г. е избран за Почетен гражданин на град Бургас.
През 2011 г. издава заедно със Стоян Райчевски и Митко Иванов книгата История на Бургас. От древността до средата на ХХ век.